# Liste der Fluggesellschaften in Nauru
Dies ist eine Liste der Fluggesellschaften in Nauru, die bei der IATA oder ICAO registriert sind bzw. es waren.

## Aktuelle Fluggesellschaften

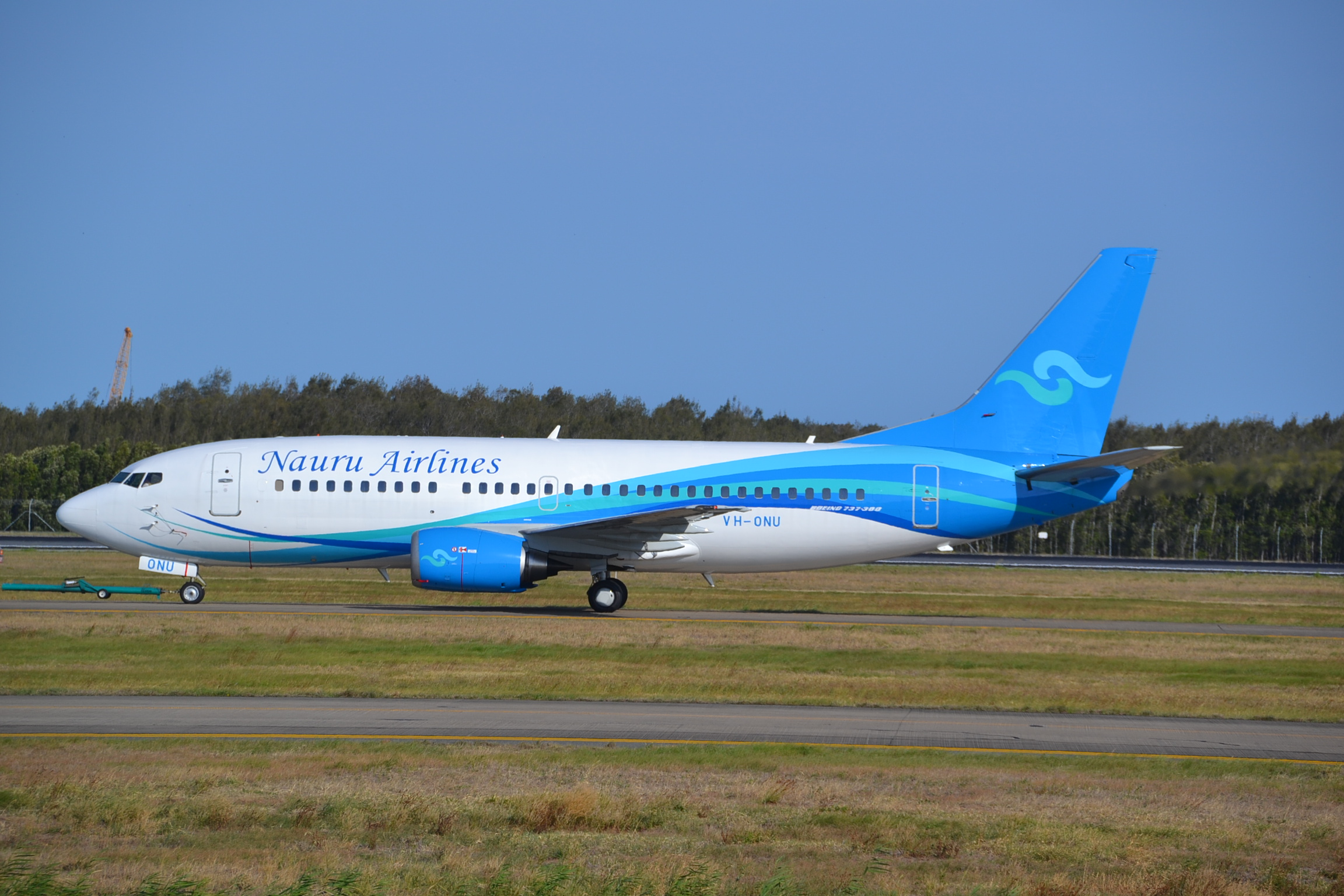
Nauru Airlines

- Es gibt keine Fluggesellschaft, die offiziell in Nauru registriert ist.

- Die Nauru Air Corporation (derzeit im Markenauftritt Nauru Airlines) ist seit 1998 in Brisbane ansässig und besitzt seitdem ein australisches Air Operator Certificate, wodurch sie offiziell eine australische Fluggesellschaft ist.[1] Aus diesem Grund tragen ihre Flugzeuge Luftfahrzeugkennzeichen, die mit dem Kürzel VH (für Australien) beginnen. Weil die Flüge der Nauru Air Corporation über ein in Yaren ansässiges virtuelles Unternehmen vermarktet und koordiniert werden, gilt sie weiterhin als nationale Fluggesellschaft des Inselstaates.

## Ehemalige Fluggesellschaften

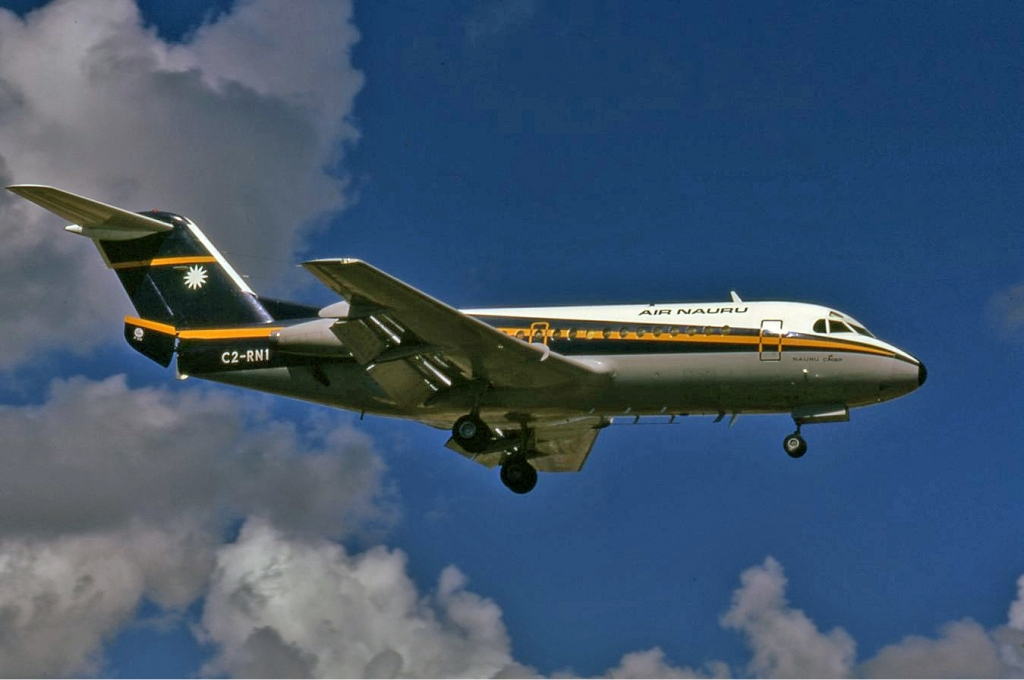
Air Nauru

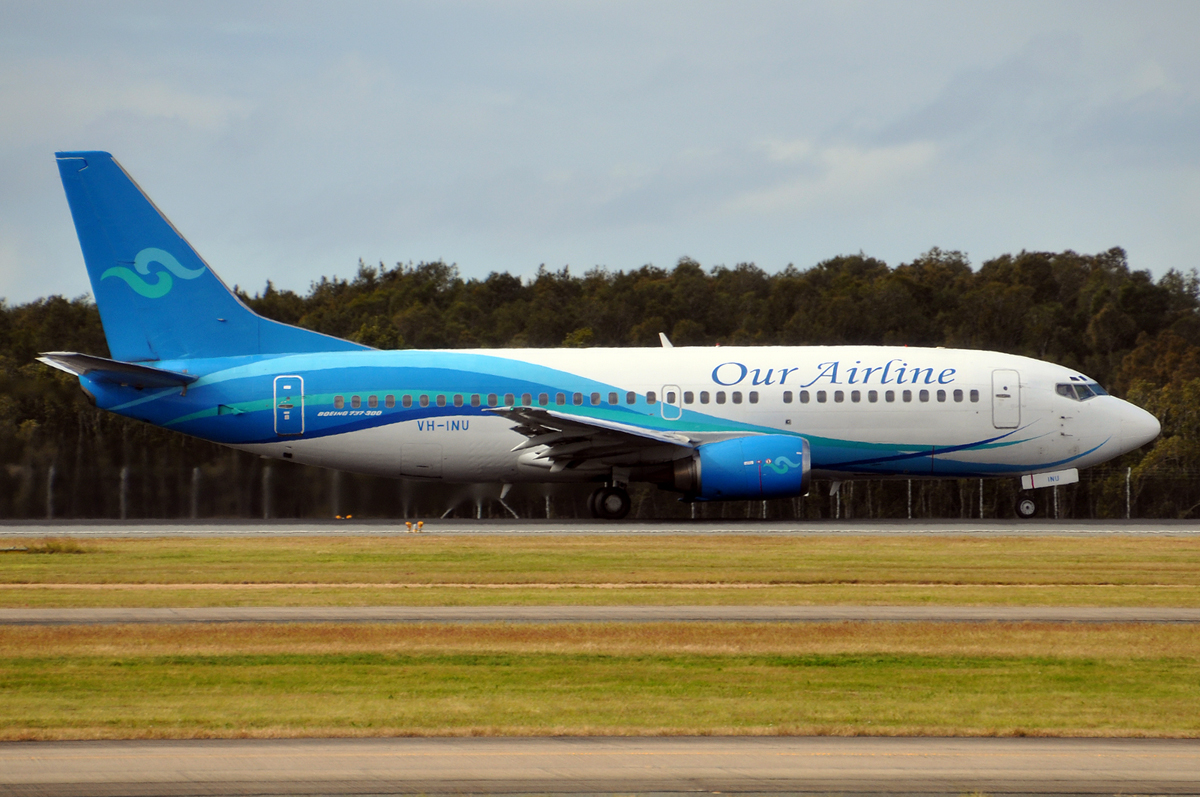
Our Airline

- Air Nauru, 1969 gegründet und 1996 umfirmiert zu Nauru Air Corporation, flog bis 1998 mit einem nauruischen AOC. Ihre Flugzeuge trugen damals Luftfahrzeugkennzeichen, die mit dem Kürzel C2 (für Nauru) begannen.
- Seit 1998 verwendet Nauru Air Corporation ein australisches AOC für ihren Flugbetrieb, der bis 2005 weiterhin unter der Marke Air Nauru erfolgte. Von 2006 bis 2014 nutzte Nauru Air Corporation den Markenauftritt Our Airline.